# W.A.S.P. (álbum)
W.A.S.P. es el álbum debut de la banda estadounidense de heavy metal W.A.S.P., publicado en 1984 por Capitol Records. El álbum ha sido conocido con tres nombres diferentes; el lomo del vinilo europeo original tenía impreso el nombre Winged Assassins, mientras que los primeros lanzamientos en casete del álbum tenían el nombre de la primera pista del álbum, I Wanna Be Somebody, impreso en letras negritas en la portada. El álbum se titula oficialmente simplemente W.A.S.P., como suele denominarse.

## Creación

### Su composición
Para el álbum se había preparado una canción titulada "Animal (Fuck Like a Beast)", pero fue retirada del mismo por presiones de la discográfica. Sin embargo, fue añadida en la reedición de 1998, junto a otros dos temas extra.
El Centro de Recursos Musicales (o PMRC) incluyó la mencionada canción en su lista de las "Quince asquerosas", en la que aparecían canciones con contenido que atentaba contra la moral según este centro. Tras la presión por retirar la canción del álbum por parte de Capitol Records, la banda la publicó como sencillo en el Reino Unido en 1984.
La canción "I Wanna Be Somebody", publicada como el primer sencillo del disco, obtuvo éxito comercial y se ubicó en la posición N.º 84 en la lista de las "100 mejores canciones de hard rock" elaborada por VH1.
Muchas de las canciones incluidas en el disco han sido tocadas por otros artistas. "Sleeping (In the Fire)" fue tocada por las bandas Tiamat y Anders Manga, "Hellion" por Children of Bodom e In Aeternum, "L.O.V.E. Machine" por Fallen Man, Lullacry, Fozzy y Alghazanth, "I Wanna Be Somebody" por Sentenced, Catamenia, Witchery, Avulsed y Gates of Ishtar, y "The Torture Never Stops" por el grupo de death metal Torture Division.
La canción "Tormentor" fue utilizada en las películas The Dungeonmaster (1984) y TerrorVision (1986).

## Lista de canciones
Todas las canciones fueron escritas por Blackie Lawless, a menos que se indique lo contrario.
1. "I Wanna Be Somebody" – 3:43
2. "L.O.V.E. Machine" – 3:51
3. "The Flame" (Lawless/Holmes/J Marquez) – 3:41
4. "B.A.D." – 3:56
5. "School Daze" – 3:35
6. "Hellion" – 3:39
7. "Sleeping (In the Fire)" – 3:55
8. "On Your Knees" – 3:48
9. "Tormentor" (Lawless/Holmes) – 4:10
10. "The Torture Never Stops" – 3:56

### Reedición
1. "Animal (Fuck Like a Beast)" (Bonus) – 3:06
2. "I Wanna Be Somebody" – 3:43
3. "L.O.V.E. Machine" – 3:51
4. "The Flame" – 3:41
5. "B.A.D." – 3:56
6. "School Daze" – 3:35
7. "Hellion" – 3:39
8. "Sleeping (In the Fire)" – 3:55
9. "On Your Knees" – 3:48
10. "Tormentor" – 4:10
11. "The Torture Never Stops" – 3:56
12. "Show No Mercy" (Bonus) – 3:38
13. "Paint It Black" (cover de los Rolling Stones) (Bonus) – 3:27

## Créditos
- Blackie Lawless - Bajista, vocalista
- Chris Holmes - Guitarrista
- Randy Piper - Guitarrista, coros
- Tony Richards - Baterista, coros

## Curiosidades
- LOVE Machine se consiguió realizando unos ligeros cambios en LOVE Me : una canción escrita por Blackie Lawless durante los años setenta y tocada en directo en varios conciertos con Circus Circus, su banda de esa época.

- La introducción utilizada en la pista School Daze es The Pledge of Allegiance, que interpreta a niños al comienzo de la película ... y justicia para todos desde 1979.